# Sarxanlı
Sarxanlı är en ort i Azerbajdzjan.   Den ligger i distriktet Cəlilabad Rayonu, i den södra delen av landet, 180 km sydväst om huvudstaden Baku. Sarxanlı ligger 176 meter över havet och antalet invånare är 1 075.
Terrängen runt Sarxanlı är platt åt nordost, men åt sydväst är den kuperad. Närmaste större samhälle är Yarlı, 10,1 km söder om Sarxanlı.
Trakten runt Sarxanlı består till största delen av jordbruksmark. Runt Sarxanlı är det ganska tätbefolkat, med 104 invånare per kvadratkilometer.